# 国会インターネット審議中継
国会インターネット審議中継（こっかいインターネットしんぎちゅうけい）とは、日本の国会（衆議院と参議院）が提供する、本会議・委員会などをリアルタイム（生中継）やオン・デマンドで視聴できるインターネットテレビシステムの総称。各院がそれぞれ別個に独自のシステムを運用している。

## 概説
NHKなどの放送局はごく一部の会議（本会議における内閣総理大臣指名選挙、政府演説、それに対する代表質問および、予算委員会における基本的質疑など）しか中継しないが、国会インターネット審議中継においては放送局が中継しない本会議・委員会についても、非公開が原則である一部の会議（議院運営委員会など）を除きすべての会議で生中継が行われる。また、中継された会議は中継終了後にビデオライブラリから視聴することができる。
国会議員が自分の委員会での質疑や答弁をこのシステムを用いて紹介するなど、「開かれた国会」を推進する手段の1つとして機能している。

### 同時視聴可能数
インターネットを介して同時に視聴できる視聴者（クライアント）の数は各院の配信システムの能力に依存している。
- 2009年11月時点で生中継の同時視聴の可能人数は衆議院約4,800、参議院約1,500[1]。

### 著作権法上の問題
2006年12月1日の衆議院文部科学委員会で保坂展人（社民党）が現行著作権法の規定ではビデオライブラリの配信が違法となってしまう可能性があるのではないかと指摘したのに対し、文化庁がその事実を認めたため対策を求める声が挙がっている。

## 衆議院
衆議院側のウェブサイトのドメイン名（過去にはロゴにおいても）に「衆議院TV」（しゅうぎいんTV）の名称が用いられている。
- 第145回国会[3]召集日の1999年1月19日[4]より試験運用を開始。当初はRealMediaおよびWindows Media形式での配信だった。
- 第161回国会より第176回国会まで、各会期の終了日から1年限りの公開となっていた（第160回国会以前分についても、会期の終了日から1年経過した国会については順次非公開となった）[5]。第177回国会から再び公開期限がなくなったが、ライブラリ視聴できるのは第174回国会以降分のみとなった。
- 第180回国会分より、配信映像の画面アスペクト比が4:3から16:9に変更された。
- 第180回国会の3月10日より、RealMediaをやめAdobe Flashでの配信に変更された（Windows Mediaでの配信は引き続き行われた）。その後、外部ソフトウェアやプラグイン不要のHTTP Live Streaming形式での配信に変更された。

## 参議院
- 第142回国会会期中の1998年5月に試験配信を開始し、翌年4月から本格実施を開始した[6]。
- RealMedia・Windows Mediaの併用、Adobe Flash形式での配信を経て、外部ソフトウェアやプラグイン不要のHTTP Live Streaming形式での配信に変更された。
- 第171回国会分までは、1国会限りの公開であり、次期国会の召集日前日までしか視聴することができなかった。第172回国会分より、各国会ごとに会期の終了日から1年間の公開となった。2011年には公開期限を撤廃する方針が示された[5]ものの、仕様の変更に至っていない。